# Перелом полулунной кости запястья
Перелом полулунной кости — перелом полулунной кости запястья. Симптомы могут включать боль в задней и передней части запястья и отёк запястья. При движении запястьем симптомы ухудшаются. Осложнения могут включать аваскулярный остеонекроз, нестабильность запястья и артрит.
Причиной перелома часто является падение на руку. Виды переломов включают переломы ладонного и дистального полюсов, поперечный, остеохондральный и трансартикулярный. Диагноз обычно подтверждается с помощью рентгенографии, КТ, сканирования костей или МРТ. Другие состояния, которые могут показаться похожими на перелом, включают болезнь Кинбека и врождённую двураздельную полулунную кость.
Для лечения переломов, при котором кости остаются хорошо выровненными, используется ортопедическое гипсование на срок от 4 до 6 недель. Если части кости не выровнены должным образом или сломана её дорсальная часть, то, как правило, требуется хирургическое вмешательство.
Переломы полулунной кости составляют около 0,5-4 % переломов костей запястья. Встречаются реже, чем переломы ладьевидной, трехгранной и трапециевидной костей. Полулунная кость была так названа Лизером в 1653 году, а её перелом был обнаружен при анатомическом вскрытии, произведённом до 1900 года.